# Malden (Nova York)
Malden és una concentració de població designada pel cens dels Estats Units a l'estat de Nova York. Segons el cens del 2000 tenia 413 habitants.

## Demografia
Segons el cens del 2000, Malden tenia 413 habitants, 153 habitatges, i 106 famílies. La densitat de població era de 312,7 habitants per km².
Dels 153 habitatges en un 32% hi vivien nens de menys de 18 anys, en un 54,2% hi vivien parelles casades, en un 10,5% dones solteres, i en un 30,7% no eren unitats familiars. En el 26,1% dels habitatges hi vivien persones soles el 7,2% de les quals corresponia a persones de 65 anys o més que vivien soles. El nombre mitjà de persones vivint en cada habitatge era de 2,7 i el nombre mitjà de persones que vivien en cada família era de 3,32.
Per edats la població es repartia de la següent manera: un 27,1% tenia menys de 18 anys, un 9,4% entre 18 i 24, un 30% entre 25 i 44, un 24,5% de 45 a 60 i un 9% 65 anys o més.
L'edat mediana era de 36 anys. Per cada 100 dones de 18 o més anys hi havia 98 homes.
La renda mediana per habitatge era de 43.438 $ i la renda mediana per família de 41.250 $. Els homes tenien una renda mediana de 33.558 $ mentre que les dones 18.333 $. La renda per capita de la població era de 17.962 $. Entorn del 6,4% de les famílies i el 5,5% de la població estaven per davall del llindar de pobresa.